# 蓬沙帕·蓬乍能
蓬沙帕·蓬乍能（RTGS：Pongsapat Pongcharoen，1955年12月9日—），是泰國警官，泰國皇家警察總署副總長及國家肅毒委員會秘書長，為泰黨黨員.

他已辭去所有職位準備參加2013年3月3日曼谷市長競選也成為大熱門，陸軍總司令巴育上將開放軍營給予拜票，蓬沙帕抽籤抽到他最喜歡9號碼。

## 事蹟
- 蓬沙帕任警察總署副總長期間，曾經為了正義，私人去法庭救和保釋因家庭貧窮而犯法去販賣盜版C.D.的陌生人。

- 蓬沙帕任警察時照顧弱勢社群和強力鐵腕打擊販賣白粉使泰國白粉問題消失。

- 蓬沙帕曼谷市長競選政策包括創建安全、和諧、綠色曼谷，為市民提供最大的便利，增加更多的WI-FI接收點。

- 如果蓬沙帕當選曼谷市長,市政府與中央政府之間的合作不再有縫隙,目前問題如毒品氾濫,公園偏少,路燈不足,自行車道少,捷運建設和防火預警系統等問題,都會得到蓬沙帕解決.[2]

- 蓬沙帕氶諾免費公車與船運政策,還準備將空調公車票價限定在全程10銖及捷運全程票價保持在20銖水平,改建現有的船運碼頭和客運船隻以符合現實情況.[2]

- 蓬沙帕宣稱將降低乍都節市集攤販的租攤費,他還推出「24小時區辦事處」構想，讓區辦事處24小時上班服務市民。[3]

- 蓬沙帕承諾若當選市長，將推行為泰黨所制定的提高老年人社會福利津貼的政策，其中包括依照不同年齡的標準將津貼標準提升到每月1200銖的津貼。另外還會推行在曼谷地區增設老人之家的計畫.

## 支持者行動
- 泰國總理英樂支持蓬沙帕說:你們愛英樂就要愛蓬沙帕投票給蓬沙帕.
- 副總理差霖叫泰國東北人民和紅杉軍去支持蓬沙帕選舉.
- 泰國全國各地警察都呼喚人民支持蓬沙帕.

## 警總通過蓬沙博官返原職
2013年4月10日,泰國警方當局已於昨天決定讓前副警總蓬沙博。蓬乍能警上將再返回他的工作崗位負責反毒熱線和副警總長，隨著他在較早辭去這職位，為了參加角逐曼谷市長，而未能遂心所願。
蓬沙博警上將返回警察單位，他的職位還是副警總，此即他重作馮婦，各方相信，他在未來可能獲提拔成為警總，這位將軍現年五十七歲。
在今年三月三日的曼谷市長選舉，副警總擎著為泰黨的市長候選人旗擎參加角逐，而他贏獲的票數亦是逾一百萬票，僅以十萬張票左右向民主黨的市長候選人坤猜素坤攀俯首稱臣。

## 授予獎章
- ---保衛經濟守護的第2類2等徽章.文書上士 （页面存档备份，存于）

- ---INSIGNIA/特等.泰皇冠勳章

- ---白象榮譽徽章/特等.白象勳章

## 外部連結
- 蓬沙帕的Facebook專頁